# Apatura gracilis
Apatura gracilis är en fjärilsart som beskrevs av Bang-haas 1936. Apatura gracilis ingår i släktet Apatura och familjen praktfjärilar. Inga underarter finns listade i Catalogue of Life.